# بتسفیورد
بتسفیورد (به لاتین: Båtsfjord) یک شهرستان در نروژ است که در فینمارک واقع شده‌است.

## خصوصیات
بتسفیورد ۱٬۴۳۳٫۲۶ کیلومترمربع مساحت و ۲٬۲۰۷ نفر جمعیت دارد.